# Clambus pallidulus
Clambus pallidulus är en skalbaggsart som beskrevs av Edmund Reitter 1911. Clambus pallidulus ingår i släktet Clambus, och familjen dvärgkulbaggar. Arten har ej påträffats i Sverige.